# Коненков Азарій Хомич
Азарій Хомич Коненков (15 липня 1888, Смоленська губернія, тепер Російська Федерація — 15 січня 1970, місто Москва, тепер Російська Федерація) — радянський діяч, революціонер. Член ВЦВК. Член Центральної контрольної комісії ВКП(б) у 1925—1927 роках. 

## Життєпис
Член РСДРП(б) з 1912 року.
За революційну діяльність зазнавав арештів, з 1914 по 1917 рік перебував під наглядом поліції.
До 1918 року працював робітником-металістом, шахтарем. 
Учасник громадянської війни в Росії.
На 1925—1927 роки — уповноважений Смоленської губернської контрольної комісії ВКП(б) у Рославльському повіті Смоленської губернії.
З 1933 року — член Західного (Смоленського) відділення Всесоюзного товариства старих більшовиків.
Потім — персональний пенсіонер.
Помер 15 січня 1970 року в Москві. Похований на Новодівичому цвинтарі Москви.